# Théorème de la bulle de savon d'Alexandrov
En analyse géométrique, le théorème de la bulle de savon d'Alexandrov est un résultat qui caractérise une sphère par sa courbure moyenne. Le théorème a été prouvé par Alexandre Alexandrov en 1958. Dans sa preuve, il a introduit la méthode des plans mobiles ou méthode MMP, qui a depuis été utilisée avec succès pour de nombreux autres résultats en analyse géométrique et en théorie des équations aux dérivées partielles.

## Théorème
Soitent {\displaystyle \Omega \subset \mathbb {R} ^{n}} un domaine borné et connexe avec un frontière {\displaystyle \Gamma =\partial \Omega } de classe {\displaystyle C^{2}} avec une courbure moyenne constante. Alors {\displaystyle \Gamma } est une n-sphère.